# Bosnien och Hercegovina i olympiska vinterspelen 2006
Bosnien och Hercegovina deltog i olympiska vinterspelen 2006. Bosnien och Hercegovinas trupp bestod av sex idrottare varav 3 var män och 3 var kvinnor. Bosnien och Hercegovinas yngsta deltagare var Aleksandra Vasiljević (19 år och 188 dagar) och den äldsta var Mojca Rataj (26 år och 76 dagar). Bosnien och Hercegovina deltog i alpin skidåkning, skidskytte och längdskidåkning

## Resultat

### Alpin skidåkning
- Storslalom herrar
  - Marko Schafferer - 37
- Slalom herrar
  - Marko Schafferer - 30
- Slalom damer
  - Mojca Rataj - 31

### Skidskytte
- 10 km sprint herrar
  - Miro Ćosić - 84
- 20 km herrar
  - Miro Ćosić - 83
- 7,5 km sprint damer
  - Aleksandra Vasiljević - 78
- 15 km damer
  - Aleksandra Vasiljević - 74

### Längdskidåkning
- 15 km herrar
  - Bojan Samardžija - 89
- 10 km damer
  - Vedrana Vučićević - 70